# كيس أندريا
كيس أندريا (بالهولندية: Kees Andrea)‏ هو رسام هولندي، ولد في 3 فبراير 1914 في لاهاي في هولندا، وتوفي بنفس المكان في 7 يوليو 2006.

## وصلات خارجية
- كيس أندريا على موقع أوليمبيديا (الإنجليزية)